# Horacio Cordero
Horacio Raúl Cordero Vásquez (Buenos Aires, 22 de mayo de 1950) es un exjugador y entrenador de futbol argentino .

## Trayectoria como jugador
Cordero jugó en varios clubes de Argentina, y uno de  Colombia. entre ellos Argentinos Juniors, Racing Club,  Millonarios, Unión de Santa Fe, Cipoletti,  Sarmiento de Junín y se retiraria en el Deportivo Morón

## Trayectoria como Entrenador
Ha pasado la mayor parte de su carrera entrenando clubes en Centroamérica, donde ha ganado múltiples títulos de liga, especialmente en Guatemala con CSD Municipal (4 títulos) y CSD Comunicaciones (2 títulos). Sus seis campeonatos en Guatemala son la segunda mayor cantidad para cualquier entrenador, detrás de los ocho de Rubén Amorín .
Cordero también entrenó a la selección nacional de Guatemala en 1996 y a la selección nacional de Costa Rica en 1997.